# Red Hat Enterprise Linux派生ディストリビューション

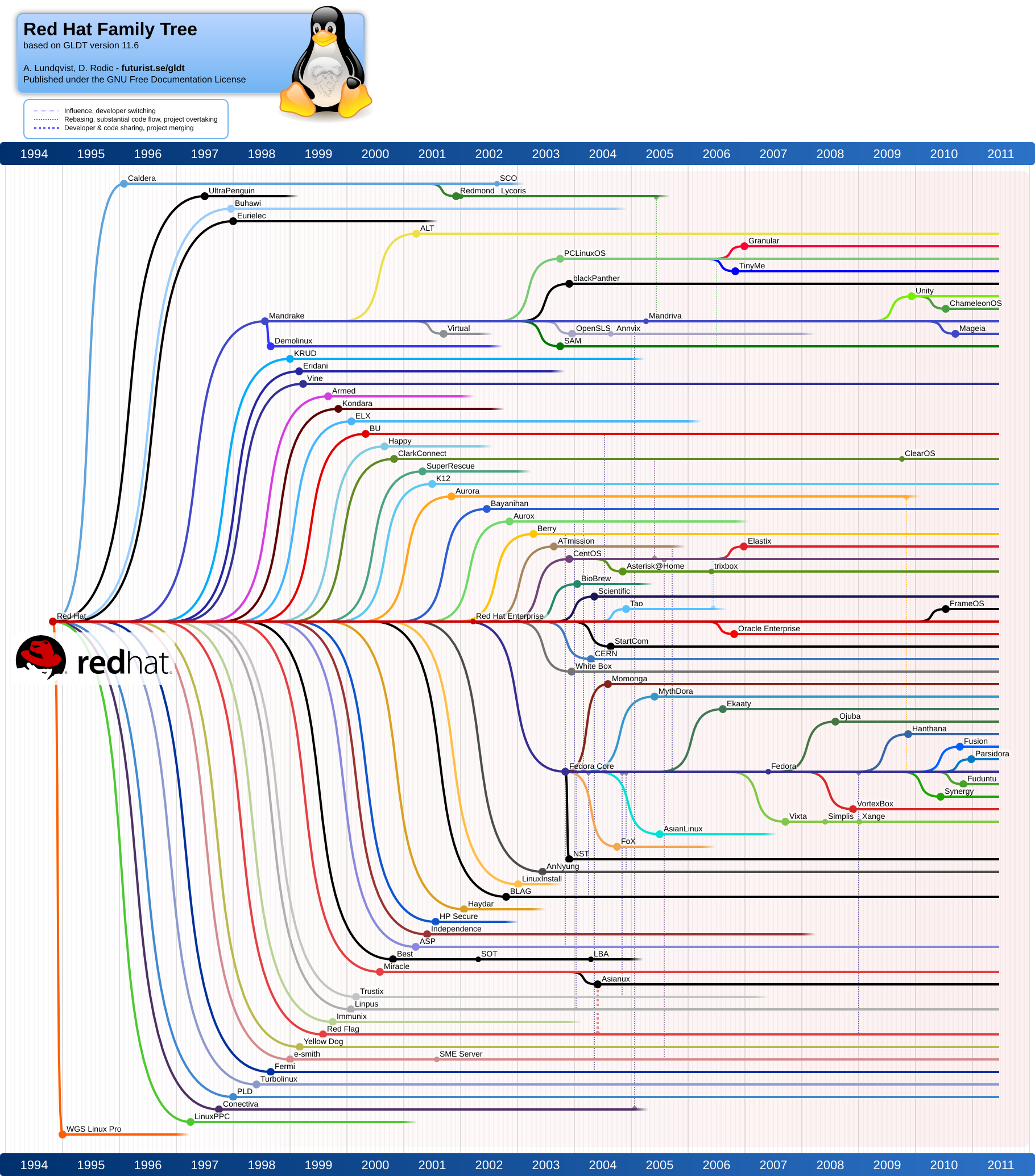
Red Hat の家系図。

Red Hat Enterprise Linux派生ディストリビューションとはRed Hat Enterprise Linuxのソースコードを元にしたLinuxディストリビューションである。

## 歴史
かつてRed Hat Linuxは最初期からあり、人気のあるLinuxディストリビューションのひとつであった。それはサポートのある有料バージョンとともに無料でダウンロードできるバージョンが入手可能であったというのが大きな理由であった。有料版と無料版の違いはサポートの有無のみであったため、多くの利用者は無料バージョンを使用していた。
レッドハットはRed Hat Linuxを2つの製品に分けることを決定した。有料のRed Hat Enterprise Linuxと、無料だが毎リリースに約13ヶ月間のアップデートが提供されるFedoraである。
Fedoraは独自のリリースサイクルを有しており、一部の不具合はレッドハットの社員を含むコントリビュータによって修正される。しかし、Fedoraのサポート期間が比較的短く、また実験的なリリース方針は、長期サポートなどを望む一部のユーザーにはFedoraが適していないことを意味している。そもそもFedoraはレッドハットのためのある種のテストベッドでもあり、Red Hat Enterprise Linuxへと搭載する前に新しい機能のベータテスト的な検証を行うためのOSとなっている。Fedoraのリリース以降、レッドハットは商用製品のバイナリバージョンの無償公開を取りやめている。

## 動機
レッドハットはコンパイル済みのRed Hat Enterprise Linuxの無償提供を行っていない。しかしながら、Red Hat Enterprise Linuxの大部分が依拠しているライセンス条項に明記されているように、レッドハットは完全なソースコードをRPM形式で彼らのサーバー上で公開している。ディストリビューションの完全なソースコードがRPM形式で公開されていることによりディストリビューション全体を再コンパイルすることは比較的容易となっている。いくつかのディストリビューションはレッドハットのソースコードを入手し、再コンパイルすることで作成されている。

## 特徴
Red Hat Enterprise Linux派生ディストリビューションは通常、(ClientやServerなど)様々なRHELのバリエーションのパッケージの和集合を搭載している。バージョンナンバーはRed Hat Enterprise Linuxのものと基本的には同じとなっている。そのため、派生ディストリビューションはRHELとある程度の互換性を持つ。ただし完全に同じソースコードを利用してもビルド環境に依存する非互換が発生するため完全なバイナリ互換を実現することは困難である。派生ディストリビューションはRHELを対象にしたソフトウェアを稼働できるようにすることを目標の一部としているものが多い。
派生ディストリビューション作成のために行われるべき変更は比較的少ない。しかし、RHELはレッドハット独自のUp2date技術をアップデート提供のために用いているので、利便性のためにいくつかの派生ディストリビューションはup2dateの代わりにyumを用いてアップグレードのためのミラーの構築を格段に容易にしている。Red Hat Enterprise Linux 5以降のリリースではyumがアップデート提供のためのフロントエンドであり、up2dateはyumのプラグインとして内部で利用される。

## 法的側面
自由な再配布はレッドハットのディストリビューションが依拠しているGNU General Public License上で明確に許可されている 。しかし、レッドハットの商標の虚偽表示を防ぐため、元のディストリビューションにおいて商標で保護されている素材は取り除かれなければならない。
もしディストリビューションがレッドハットへの関連を十分に削除しなかった場合、レッドハットの法律顧問から警告文が送られる。CentOSはそのような警告を受け取り、彼らのウェブサイトとディストリビューションからレッドハットの商標への言及をすべて削除した。その後CentOSは、レッドハットを"上位ベンダー(Upstream Vender)"、もしくはより正式に"高名な北米の企業向けLinuxベンダー(Prominent North American Enterprise Linux vendor)"と称していたが、2014年にはレッドハットがCentOSの開発支援に乗り出している。

## 一覧
- AlmaLinux - CloudLinux OSの開発元であるCloudLinux Inc.により支援されたコミュニティによるCentOS代替品。
- BullのXBASもしくはbullx (HPC用)[3][4]
- CentOS - Red Hat Enterprise Linuxのクローン。バージョン7は2024年6月30日までサポート。
- ClearOS（英語版）
- ClefOS[5] - Sine Nomine AssociatesによるIBM ZへのCentOSの移植品。
- EulerOS（英語版） - The Open GroupによりUNIX 03標準への準拠を認定済み[6]。
- Inspur K-UX（英語版） - The Open GroupによりUNIX 03標準への準拠を認定済み[7]。
- MIRACLE LINUX - サイバートラストが開発。バージョン8.4からCentOS代替品としてRed Hat Enterprise Linuxのクローンになった。
- Oracle Linux - OracleがOracle製品に最適化したUnbreakable Enterprise Kernel（UEK）を採用。
- Rocky Linux - CentOS創設者の一人であるGregory Kurtzer氏が立ち上げたコミュニティによるCentOS代替品。
- Scientific Linux - Fermi Linuxの後継品。Red Hat Enterprise Linuxのクローン。バージョン7は2024年6月30日までサポート。
- SME Server（英語版） - CentOSの派生品。
- Springdale Linux - 旧称PUIAS Linux。
- VzLinux[8] – Virtuozzo（英語版）が開発。

RHELベースのアプライアンス
- Google Search Appliance（英語版） - CentOSより派生。
- Cisco Unified Communications Manager[9]
- VMware ESXのService Consoleソフトウェア
- Amazon.com Amazon Linux AMI - RHEL5/RHEL6のユーザーランドとlinux-xen-kernel

すでに消滅したディストリビューション。
- Ascendos
- CAOS Linux（英語版） (複数の系列)
- CERN Linux - CERN Scientific Linuxとしても知られる。Scientific Linuxの派生品。CERNの研究施設に特有のソフトウェアを追加。
- Fermi Linux - Fermi Scientific Linuxとしても知られる。Scientific Linuxの派生品。フェルミ国立加速器研究所の研究施設に特有のソフトウェアを追加。
- Lineox
- Pie Box Enterprise Linux - 2009年8月1日以降活動停止。
- Rocks Cluster Distribution（英語版） - RHEL(初期バージョン)とCentOS(最近のリリース)の派生品。
- ROSA Enterprise Linux Server（英語版）[10]
- StartCom Enterprise Linux - Red Hat Enterprise LinuxベースのGNU/Linux。
- TaoLinux - 4.0 i386 Final Releaseが2005年4月20日にリリースされた。3.0 Update 4は2005年1月10日にリリースされた。2006年6月14日に活動停止。ウェブサイトはそれ以降の更新のためのCentOSへのアップデート方法を掲載している。
- White Box Enterprise Linux - 正式な発表はないが、もはや開発されていない。
- X/OS Linux - 2008年に活動停止。ウェブサイトはそれ以降の更新のためのCentOSへのアップデート方法を掲載している。
- Yellow Dog Linux - Fedora派生でPowerPC専用。PlayStation 3公式対応。開発停止。